# Antoni Gómez Arbona
Antoni Gómez Arbona (València, 1955) és un metge i polític menorquí, diputat al Parlament de les Illes Balears (1987-1995) i Conseller del Consell Insular de Menorca (1987-1995). Fou batle de l'Ajuntament d'Alaior en tres mandats consecutius (1995-2004). També ha exercit de Gerent de l'Àrea de Salut de Menorca en dos períodes (2007-2011 i 2015-2019). És casat i pare de dos fills. És afiliat al PSOE des de 1987 i ha estat secretari general de l'Agrupació Socialista d'Alaior (1991-1995).

## Formació i experiència professional
Llicenciat en medicina i infermeria per la Universitat Autònoma de Barcelona. Posseeix un màster en Gestió Sanitària per IESE Bussines School.
De 1978 a 1988 va treballar al Centre de Salut de Ferreries. Posteriorment es traslladà al Centre de Salut d'Alaior, del qual va ser el coordinador.

## Trajectòria política
Cal recordar que no fou fins a les eleccions de 2007 que es presentaren llistes separades al Consell Insular de Menorca i al Parlament de les Illes Balears. Per tant, fins aleshores, els consellers electes eren també els diputats per Menorca al Parlament Balear.

### Conseller de Benestar Social del Consell Insular de Menorca i Diputat al Parlament de les Illes Balears (1987-1991)
Fou conseller de Benestar Social durant el període entre 1987 i 1991, sota la presidència de Tirso Pons. Durant aquesta etapa, destaca la posada en marxa de l’Escola de Salut Pública de Menorca, així com el Patronat de Serveis Socials. El 15 de juny de 1989 el Consell Insular aprovà la creació d’un servei de drogodependències.
En aquest mateix període va ocupar el càrrec de coordinador nacional de la Comissió de Serveis Socials de la Federació Espanyola de Municipis i Províncies.

### Conseller a l'oposició del Consell Insular de Menorca i Diputat al Parlament de les Illes Balears (1991-1995)
En aquestes eleccions ocupar el número 2 de la candidatura socialista al Consell Insular de Menorca i al Parlament de les Illes Balears. El cap de llista fou Albert Moragues. El Partit Socialista aconseguir 5 consellers, i, juntament amb els 2 obtinguts per l'Esquerra de l'Entesa de Menorca, sumaren majoria absoluta. El canvi de govern es produir el 18 de setembre de 1991. Prosperà la moció de censura presentada pel Partit Popular, amb 7 vots a favor (6 del PP i 1 del PSOE). S'obrí un capítol de transfuguisme, protagonitzat pel conseller socialista Jaume Peralta, el qual va trair al seu partit. Fou investit president el candidat popular, Joan Huguet Rotger. Continuar fins al final de legislatura com a conseller a l'oposició i diputat al Parlament de les Illes Balears. Aquest fet provocar que Gómez es centrés plenament en la seva candidatura per a les eleccions municipals de 1995.

### Batle de l'Ajuntament d'Alaior (1995-2004)

#### V Legislatura (1995-1999)
Fou el cap de llista del PSOE a les eleccions municipals de 1995. Presentar una candidatura renovada i amb persones amb formacions i experiències de gestió molt diverses. Fins aleshores, el consistori havia estat governat per diferents governs de centredreta. Per primer cop, l'esquerra arribar al govern municipal. Guanyar les eleccions per majoria absoluta, aconseguint 7 dels 13 regidors. Desplaçaren al Partit Popular a l'oposició i al seu antecessor, el Sr. Antoni Pons Timoner, el qual havia exercit el càrrec els darrers 12 anys (1983-1995) i 7 anys (1972-1979) durant l'època franquista. Compaginar el càrrec amb el de metge. El primer govern progressista obtenir grans fites pel poble d'Alaior. Destaquem la construcció del geriàtric el juliol de 1998 i la inauguració del Club de Jubilats. A més, es reformaren molts carrers i places del poble: la conversió en zona per a vianants del centre històric i la unificació de la imatge del nucli antic. A més, s'aposta per aturar diversos projectes urbanístics i requalificar terrenys urbanitzables en espais verds. Així, l'1 d'octubre de 1996, s'aprovà, amb els vots en contra del grup popular, la declaració d'extinció d'urbanitzar Llucalari II. El 1998 es construeix també el nou centre sanitari de la població, conegut com Es Banyer. A nivell educatiu, la Universitat de les Illes Balears crea al 1996 una aula educativa a l’extensió universitària de Can Salort, la qual comença a mostrar una gran activitat acadèmica durant l’octubre. L’1 d’octubre de 1997 va ser un moment històric ja que es començaren a impartir per primera vegada estudis universitaris: magisteri i educació infantil. El 1998 acaben definitivament les obres de millora.

#### VI Legislatura (1999-2003)
Antoni Gómez encapçalar novament la candidatura socialista a l'Ajuntament d'Alaior. En aquests comicis, el PSOE revalidar la majoria absoluta i obtingué de nou 7 regidors. Els ciutadans valoraren positivament a les urnes el canvi de rumb engegat els últims 4 anys. Aquesta legislatura continuà amb les polítiques de l'anterior mandat. Destaquem les següents fites. La més important fou la posada en marxa dels Serveis Socials. Es portar a terme una gran tasca de la mà de la regidora Ignàsia Domènech. S'augmentà considerablement el número de treballadors, s'incrementaren els serveis oferts a la ciutadania i s'habilità un nou edifici, conegut com Santa Rita, per tal de centralitzar-hi tots els Serveis Socials del municipi, entre d'altres.
El març de 2000, el Consell Insular de Menorca inicia el desallotjament i neteja de Cales Coves per tal d’arreglar-ho per fer visites. Un any després es clausuren les quatre darreres coves. Aquest mandat continuar desenvolupant una tasca important en matèria de protecció del territori, millora dels accessos a les platges i aconseguir la titularitat pública del Camí de Cavalls. Es va fer popular per defensar-ho i s'enfrontà als propietaris que n'impedien el pas, raó per la qual fou dut als tribunals.
D'altra banda, Can Salort, augmentar les instal·lacions amb dues aules més i comprar la casa del costat, anuncia a l’abril de 2000, la posada en marxa de la Universitat Oberta per a Majors, dirigida a majors de 60 anys o jubilats, que en la seva primera edició té un èxit de matrícula. Es continuaren reformant diversos carrers del municipi, així com la construcció de diversos aparcaments públics.

#### VII Legislatura (2003-2004)
Repetí per tercer cop com a cap de llista del PSOE a les eleccions municipals del 25 de maig de 2003. En aquests comicis, el PSOE tornar a guanyar les eleccions municipals, quedant en empat amb el Partit Popular a 6 regidors cada formació. Esquerra de Menorca obtingué 1 regidor per primer cop a l'Ajuntament d'Alaior. La trajectòria i popularitat del seu candidat, l'exconseller Josep Portella, foren suficients per aconseguir l'escó municipal. S'arribà a un acord de govern entre el PSOE i Esquerra de Menorca pels pròxims quatre anys, essent investint novament el Sr. Antoni Gómez com a batle d'Alaior.
Pel que fa al transport terrestre, l’agost de 2003 l’Ajuntament d’Alaior inaugurà un aparcament per a 130 cotxes per tal de descongestionar el centre del municipi. El 2003 l’Ajuntament d’Alaior invertí en l’ampliació del polígon industrial amb la creació de noves parcel·les (reberen la crítica de l’oposició) amb l’argument de construir naus a solars més reduïts i donar així oportunitats a petita i mitjana empresa. El 2004 l’Ajuntament d’Alaior va comprar els terrenys de Torralbenc per construir la reivindicada depuradora de Cala en Porter, projecte que comptava amb 3 milions d’euros. Així mateix, es rehabilitaren diversos carrers del centre històric, inclosos en el Pla Insular de Cooperació. L'octubre de 2004 es produir un fet inesperat per a la majoria de la població. El batle electe, Antoni Gómez Arbona, presentar la seva renúncia per motius personals. Fou substituït pel primer tinent de batle, el socialista Pau Morlà Florit. Així, es materialitzà el relleu en la batlia de l'Ajuntament d'Alaior. Antoni Gómez fou acomiadat entre lloances de molts veïns i personalitats públiques, que agraïren l'esforç i dedicació de la seva persona en la transformació del municipi.

### Gerent de l'Àrea de Salut de Menorca (2007-2011)
Després de les eleccions autonòmiques de 2007, Francesc Antich reuní els vots suficients per conformar un govern progressista a les Illes Balears. El juliol de 2007, el director general del Servei de Salut de leș Illes Balears, Josep Manuel Pomar, proposar al conseller de Salut, Vicenç Thomàs, el nomenament d'Antoni Gómez Arbona com a nou Gerent de l'Àrea de Salut de Menorca. La seva experiència com a metge i la trajectòria com a polític avalaren el seu nomenament. Ocupar el càrrec fins a l'estiu de 2011, moment el qual el Partit Popular arribar al govern autonòmic, i nomenar com a successor a José Luis Gallego.

## Gerent de l'Àrea de Salut de Menorca (2015-2019)
Arran de l'arribada dels partits d'esquerra al Govern de les Illes Balears, el director general del Servei de Salut de les Illes Balears, Juli Fuster, nomenà de nou Antoni Gómez com a Gerent de l'Àrea de Salut de Menorca. El setembre de 2019 presentà la seva renúncia per jubilació. Fou substituït pel Sr. Román Julià.